# Stichtse Cricket en Hockey Club
Der Stichtsche Cricket en Hockey Club (SCHC) ist mit 2100 Mitgliedern (2006) der viertgrößte Hockeyverein der Niederlande. „Stichtsche“, meist SCHC genannt, wurde am 22. November 1906 von Studenten und Offizieren unter dem Namen Utrechtse Gemengde Hockey Club gegründet und fusionierte 1927 mit dem Stichtse Cricket Club. Der Verein galt lange Zeit als elitärster Hockeyclub des Landes.
Die Herren spielen seit 2002/2003 wieder in der Hoofdklasse und erreichten 2005, 2006 und 2007 jeweils die Play-offs der besten vier Teams. Die Mannschaft von Trainer Jacques Brinkman verlor aber jeweils die Halbfinalserien gegen Oranje Zwart, Amsterdamsche H&BC und HC Bloemendaal. Die Damen kehrten 2004 aus der Overgangsklasse zurück in die höchste niederländische Feldhockey-Liga.
Der Club spielt in roten Trikots mit blauen Ärmeln, schwarzen Hosen bzw. Röcken und blauen Stutzen. Seine Anlage befindet sich an der Kees Boekelaan in Bilthoven und verfügt über einen wassergesprengten und drei sandverfüllten Kunstrasenplätze.
Die SCHC-Spieler Rob Derikx und Roderick Weusthof wurden vom Trainer Roelant Oltmans in den Kader der niederländischen Nationalmannschaft für die Feldhockey-Europameisterschaft der Herren 2007 in Manchester berufen.

## Erfolge
- Niederländischer Feldhockeymeister der Herren: 1959

- Niederländischer Hallenhockeymeister der Herren: 2000

- EuroHockey Club Champions Cup (Damen, Feld): 2015